# Notiobiella ochracea
Notiobiella ochracea är en insektsart som beskrevs av Nakahara 1966. Notiobiella ochracea ingår i släktet Notiobiella och familjen florsländor. Inga underarter finns listade i Catalogue of Life.